# Équipe d'Irlande de cricket
L'équipe d'Irlande de cricket est l'équipe de cricket qui représente l'Irlande Unifiée (à la fois la république d'Irlande et l'Irlande du Nord) au niveau international. Le premier match d'une équipe d'Irlande a lieu en 1855. La fédération irlandaise de cricket, l'Irish Cricket Union (puis Cricket Ireland) est formée en 1923. Jusqu'à l'admission de celle-ci à l'International Cricket Council (ICC) en 1993, la plupart des matchs internationaux de l'Irlande voient celle-ci affronter soit l'Écosse soit une équipe en tournée en Angleterre qui accepte de se déplacer également sur l'île. De 1980 à 2009, l'Irlande participe à certaines compétitions nationales anglaises. En terminant finaliste du Trophée de l'ICC en 2005, elle se qualifie pour sa première Coupe du monde, en 2007, et obtient le droit de disputer des matchs au statut « One-day International » (ODI). Elle dispute sa première rencontre dans cette catégorie en 2006, contre l'Angleterre. Elle réussit à se hisser au deuxième tour de la Coupe du monde lors de sa première participation.
Au cours de la décennie qui suit, l'Irlande devient la meilleure équipe au monde derrière les dix membres de plein droit de l'ICC, en remportant la plupart des compétitions réservées aux équipes n'ayant pas ce statut. Elle gagne ainsi quatre fois la Coupe intercontinentale sur les cinq éditions disputées entre 2005 et 2013, le tournoi de qualification pour la Coupe du monde en 2009 et le Championnat 2011-2013 de la Ligue mondiale de cricket. Elle participe à nouveau à la Coupe du monde en 2011 et en 2015.

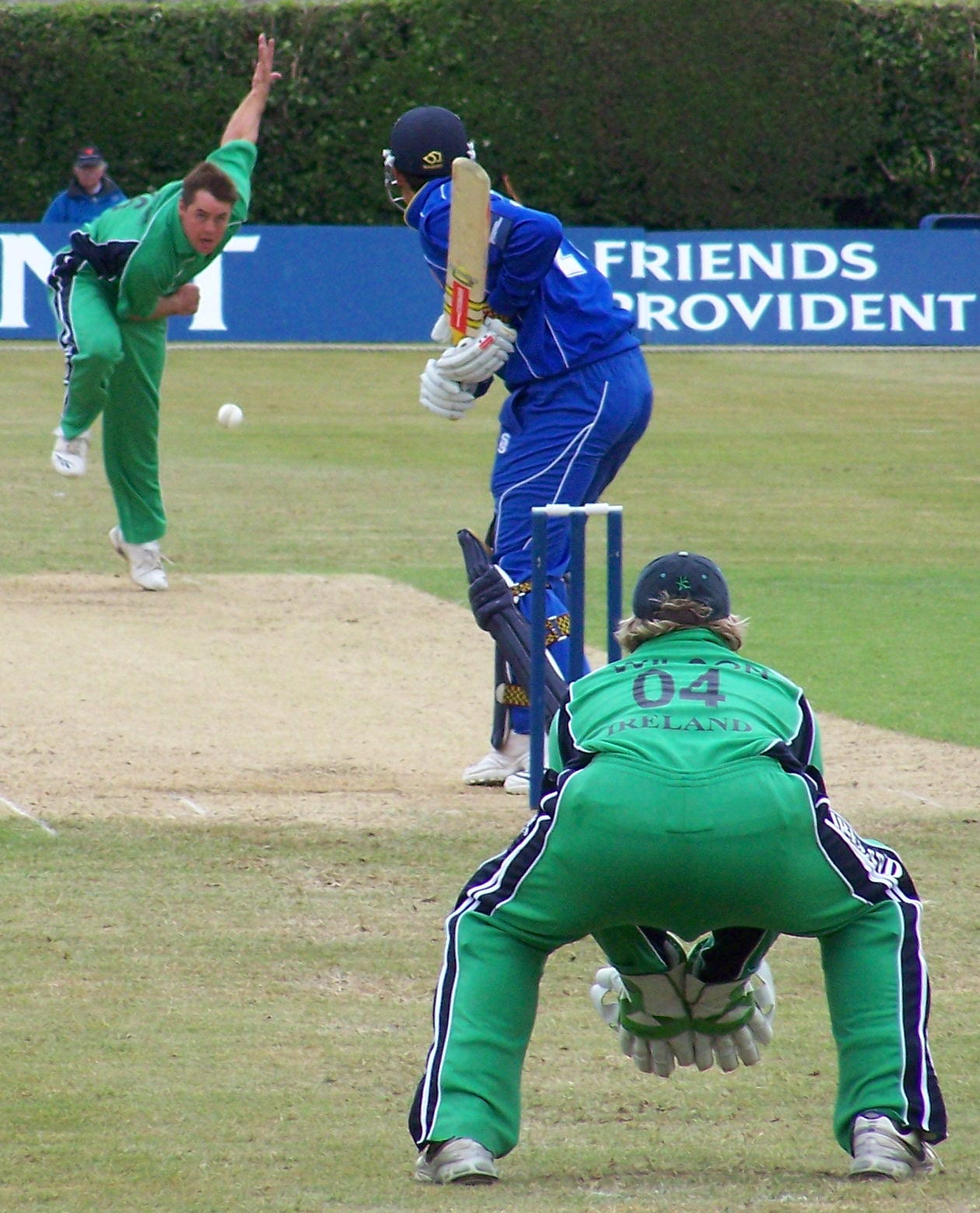
Match entre l'Irlande (en vert) et l'Essex dans l'une des compétitions nationales anglaises, en 2007.

## Palmarès
- Coupe intercontinentale (4) : vainqueur en 2005, 2006-2007, 2007-2008 et 2011-2013.
- Trophée de l'ICC et Tournoi de qualification pour la Coupe du monde (1) : vainqueur en 2009, finaliste en 2005.
- Tournoi de qualification pour l'ICC World Twenty20 (3) : vainqueur en 2009, 2012 et 2013.
- Championnat d'Europe : vainqueur en 1996, 2006, 2008
- Triple couronne : vainqueur en 1996

## Parcours
| Année       | Résultat            |
| ----------- | ------------------- |
| 1975 à 1992 | non membre de l'ICC |
| 1996 à 2003 | non qualifiée       |
| 2007        | deuxième tour       |
| 2011        | premier tour        |
| 2015        | premier tour        |
| 2019        | non qualifiée       |

| Année | Résultat      |
| ----- | ------------- |
| 2007  | non qualifiée |
| 2009  | deuxième tour |
| 2010  | premier tour  |
| 2012  | premier tour  |
| 2014  | premier tour  |
| 2016  | premier tour  |

| Année     | Résultat     |
| --------- | ------------ |
| 2004      | premier tour |
| 2005      | vainqueur    |
| 2006-2007 | vainqueur    |
| 2007-2008 | vainqueur    |
| 2009-2010 | quatrième    |
| 2011-2013 | vainqueur    |

- Ligue mondiale
  - 2007-2009 : vainqueur
    - Division 1 (2007) : cinquième
    - Division 1 (2009) : vainqueur

  - 2009-2013
    - Division 1 (2010) : vainqueur
- Tournoi de qualification pour la Coupe du monde (ancien Trophée de l'ICC)
  - 1979-1990 : non participante
  - 1994 : deuxième tour
  - 1997 : quatrième
  - 2001 : septième
  - 2005 : finaliste
  - 2009 : vainqueur
- Tournoi de qualification pour l'ICC World Twenty20
  - 2009 : vainqueur
  - 2010 : finaliste
  - 2012 : vainqueur

## Stades

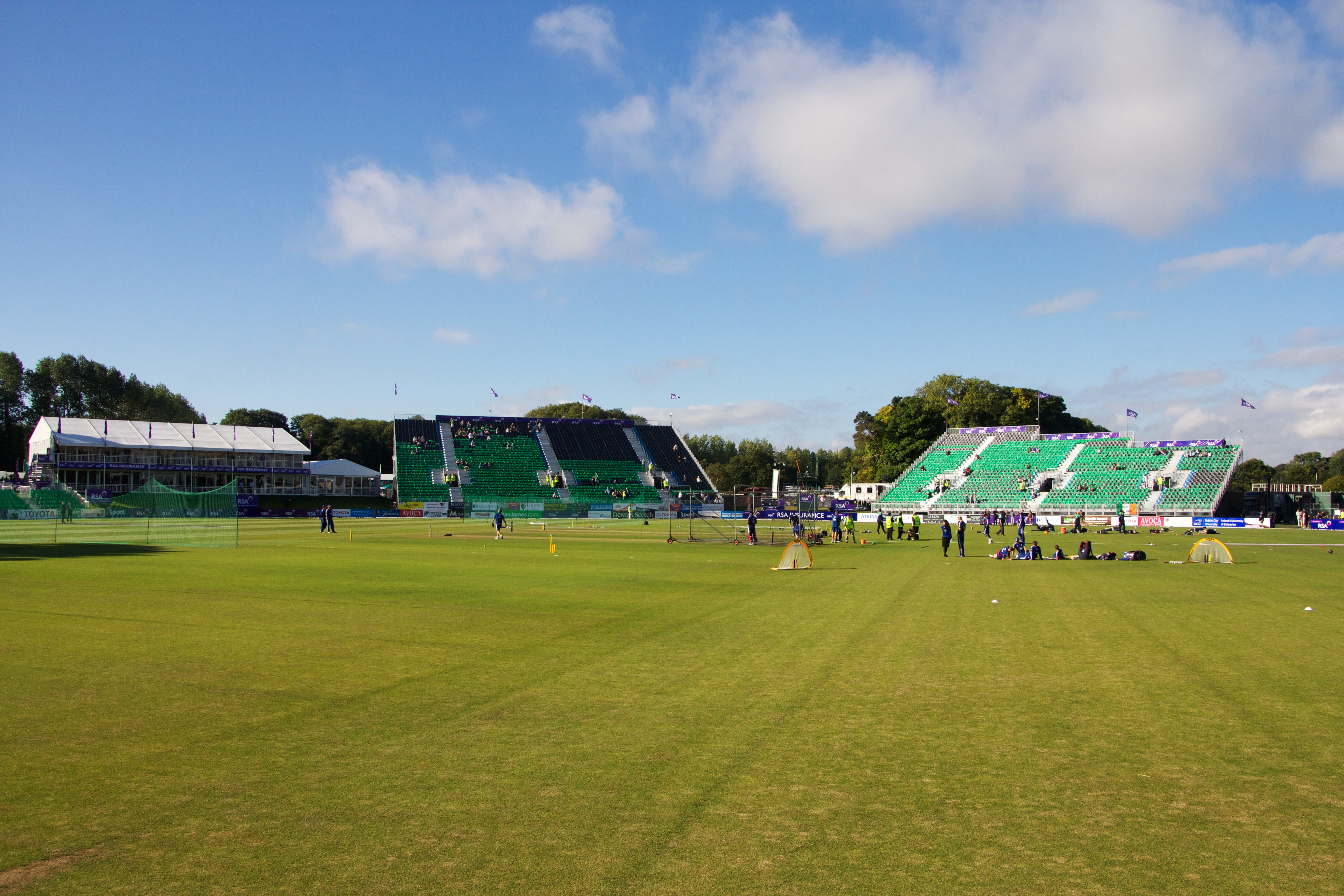
The Village, Malahide lors du premier match international joué sur ce terrain, entre l'Irlande et l'Angleterre.

L'Irlande joue ses matchs internationaux dans trois stades : Castle Avenue (ou Clontarf Cricket Club Ground), situé à Clontarf dans la banlieue de Dublin, The Village (ou Malahide Cricket Club Ground) à Malahide, près de Dublin également, et Stormont (ou Civil Service Ground) à Belfast. Malahide est le stade de cricket ayant la plus grande capacité sur l'île, 11 500 spectateurs. Il accueille son premier match international en septembre 2013, à l'occasion d'une partie classée ODI entre l'Irlande et l'Angleterre.

## Joueurs
| Joueur               | Âge      | Équipe domestique   |
| Batteurs             | Batteurs | Batteurs            |
| -------------------- | -------- | ------------------- |
| Andrew Balbirnie (C) | 34       | Leinster Lightning  |
| James McCollum       | 29       | Northern Knights    |
| William Porterfield  | 40       | North West Warriors |
| Paul Stirling        | 34       | Northern Knights    |
| Harry Tector         | 25       | Northern Knights    |
| Gardiens de guichet  |          |                     |
| Lorcan Tucker        | 28       | Leinster Lightning  |
| All-rounders         |          |                     |
| Mark Adair           | 28       | Northern Knights    |
| Curtis Campher       | 25       | Munster Reds        |
| Gareth Delany        | 27       | Munster Reds        |
| Shane Getkate        | 33       | North West Warriors |
| Kevin O'Brien        | 41       | Leinster Lightning  |
| Simi Singh           | 38       | Leinster Lightning  |
| George Dockrell      | 32       | Leinster Lightning  |
| Lanceurs (pace)      |          |                     |
| Peter Chase          | 31       | Leinster Lightning  |
| Barry McCarthy       | 32       | Leinster Lightning  |
| David Delany         | 27       | Northern Knights    |
| Josh Little          | 25       | Leinster Lightning  |
| Craig Young          | 34       | North West Warriors |
| Lanceurs (spin)      |          |                     |
| Andy McBrine         | 34       | North West Warriors |

### Capitaines

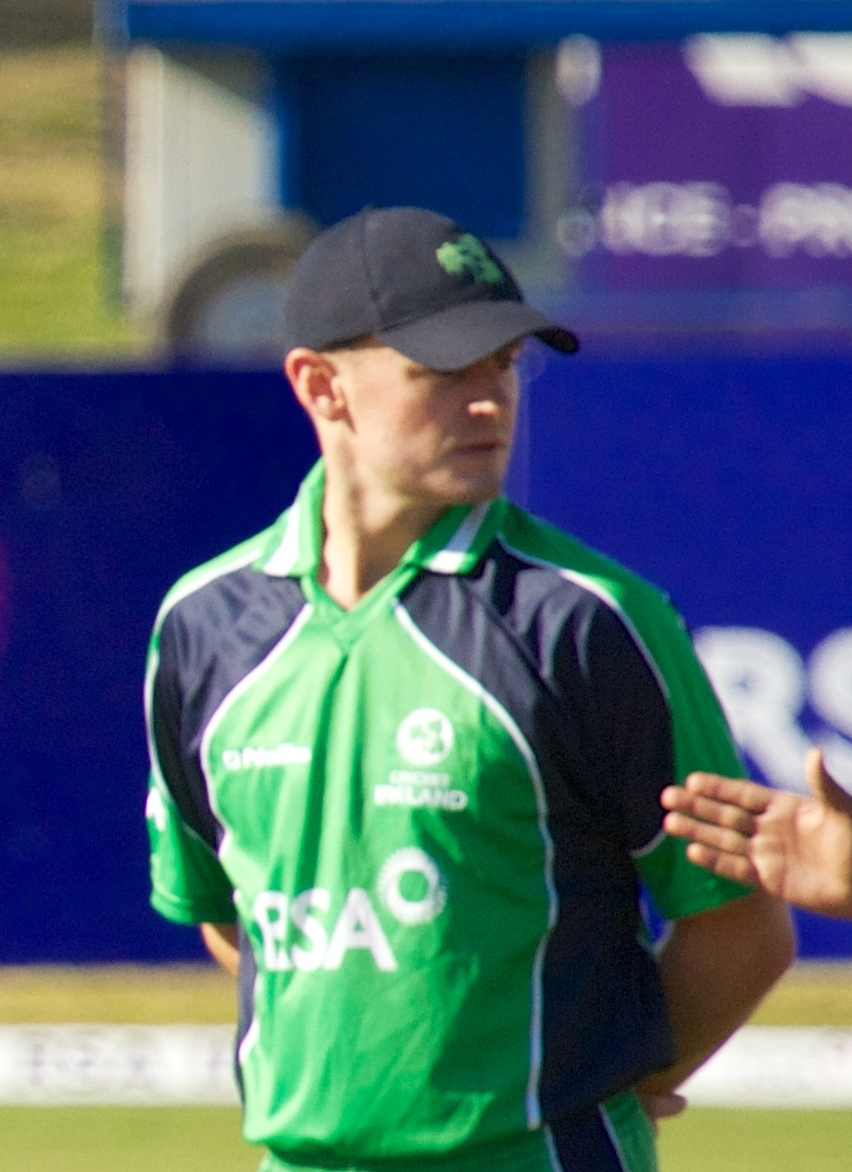
William Porterfield (ici en 2013), capitaine de l'Irlande de 2008 à 2019

.
| Période         | Joueur              | Matchs |
| --------------- | ------------------- | ------ |
| 2006 - 2010     | Trent Johnston      | 32     |
| 2007 - 2008     | Kyle McCallan       | 4      |
| 2008 - 2019     | William Porterfield |        |
| 2010 - 2014     | Kevin O'Brien       | 4      |
| 2019 - en cours | Andrew Balbirnie    |        |

| Période         | Joueur              | Matchs |
| --------------- | ------------------- | ------ |
| 2008 - 2019     | William Porterfield |        |
| 2019 - en cours | Andrew Balbirnie    |        |

### Distinctions
- Meilleur joueur issu d'une fédération associée ou affiliée à l'ICC aux ICC Awards : William Porterfield (2009), George Dockrell (2012), Kevin O'Brien (2013).

## Entraîneurs
Le Sud-Africain Adrian Birrell est entraîneur de la sélection irlandaise à partir de 2002. Il aide l'équipe à se qualifier pour la Coupe du monde 2007 et annonce dès 2006 qu'il désire quitter son poste à l'issue de celle-ci, trouvant difficile de combiner sa vie professionnelle et sa vie privée. Il est remplacé en 2007 par le Trinidadien Phil Simmons, ancien international avec l'équipe des Indes occidentales et entraîneur du Zimbabwe de 2004 à 2005. Après huit ans à la tête de l'équipe et onze trophées, il quitte son poste à l'issue de la Coupe du monde 2015 pour pouvoir diriger la sélection des Indes occidentales.